# Fredrik Lindahl
Fredrik Lindahl (* 16. September 1983 in Hjo, Schweden) ist ein schwedischer Handballspieler. Er ist 1,88 m groß und wiegt 83 kg. 
Lindahl, der für den schwedischen Club HK Malmö spielt und für die schwedische Männer-Handballnationalmannschaft aufläuft, wird meist auf Rechtsaußen eingesetzt.

## Karriere

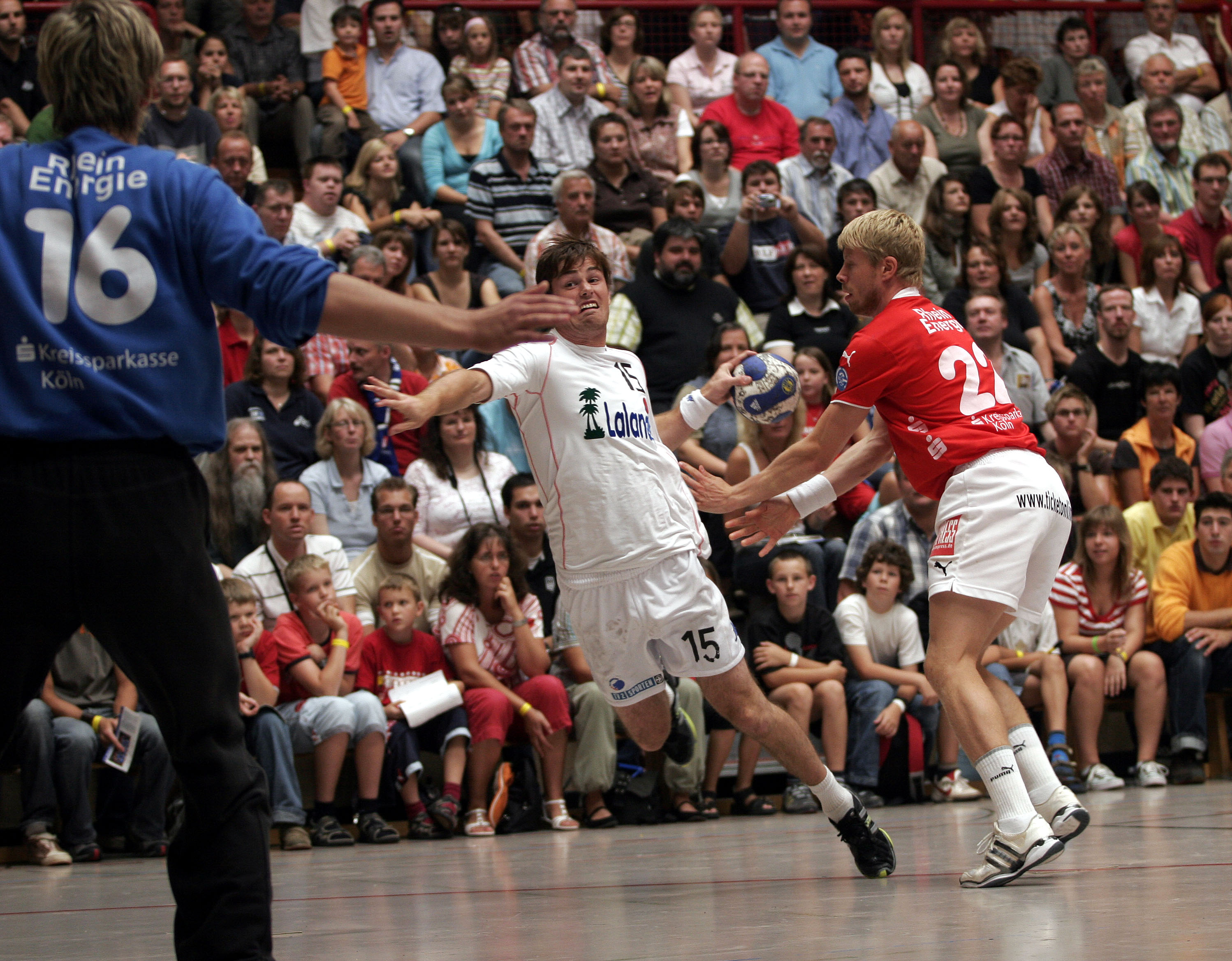
Frederik Lindahl bei einem Spiel gegen den VfL Gummersbach

Fredrik Lindahl begann beim HK Guldkroken in seiner Heimatstadt mit dem Handballspiel. Später kam er in das Jugendinternat des Göteborger Topclubs Redbergslids IK, wo er 2001 auch in der ersten schwedischen Liga debütierte. Mit seinem Verein gewann Lindahl 2003 noch einmal die schwedische Meisterschaft, ehe dieser mehr und mehr vom Lokalrivalen IK Sävehof verdrängt wurde. 2006 wechselte Lindahl nach Dänemark zum FCK Håndbold. Gleich in seiner ersten Saison in Dänemark gewann er mit dem Hauptstadtclub die dänische Meisterschaftsrunde, schied aber im Halbfinale der Play-offs aus. Ein Jahr später gewann er schließlich mit dem FCK die dänische Meisterschaft. 2010 gewann er den dänischen Pokal. Im Sommer 2010 schloss Lindahl sich HK Malmö an.
Fredrik Lindahl hat bisher 58 Länderspiele für die schwedische Nationalmannschaft bestritten. Für die Handball-Weltmeisterschaft der Herren 2007 in Deutschland konnte er sich mit Schweden nicht qualifizieren; bei der Handball-Europameisterschaft 2008 in Norwegen gehörte er nur zum erweiterten Aufgebot seines Landes.
Lindahl gewann im Jahr 2003 mit Schweden die U-21-Weltmeisterschaft.